# Eriosporella calami
Eriosporella calami är en svampart som först beskrevs av Gustav Niessl von Mayendorf, och fick sitt nu gällande namn av Franz Xaver von Höhnel 1916. Eriosporella calami ingår i släktet Eriosporella, divisionen sporsäcksvampar och riket svampar.   Inga underarter finns listade i Catalogue of Life.